# Lead time
Il lead time in Ingegneria gestionale è un parametro che caratterizza una rete logistica a diversi livelli. Il lead time è chiamato anche tempo di attraversamento (es. di un ordine) o "tempo di risposta".
Spesso con lead time si intende l'intervallo di tempo necessario ad un'azienda per soddisfare una richiesta del cliente (o customer lead time). Quanto più questo tempo è basso, tanto più l'azienda è veloce e flessibile nell'accontentare il cliente.
Si può parlare di lead time riferendosi al tempo di reazione di un'azienda rispetto al fatto che il cliente:
- richieda un nuovo prodotto: time to market
- inoltri un ordine di un prodotto già esistente: time to order.

In certi casi, si può analizzare il lead time riferendosi anche ad una parte dell'azienda e quindi scomponendo il tempo di risposta complessivo in parti più piccole. Ad esempio il "lead time di produzione" è il tempo necessario per fabbricare un certo prodotto nel reparto Produzione, dal momento dell'ingresso delle materie prime all'uscita del prodotto finito, mentre il "lead time di approvvigionamento" (o procurement time) è il tempo che intercorre tra l'inoltro dell'ordine di acquisto e l'arrivo delle merci.
L'importanza di ridurre il tempo di risposta al mercato ha fatto sì che negli anni si siano sviluppate apposite metodologie mirate alla riduzione dei lead time, come il just in time, lo studio e la riduzione dei tempi non a valore aggiunto, l'uso dei diagrammi di Gantt.
Nei sistemi ERP il lead time è una proprietà dell'articolo. Se l'articolo viene prodotto esso rappresenta il tempo di produzione, se l'articolo viene acquistato esso rappresenta il tempo di approvvigionamento. Di solito il lead time è espresso in giorni. Il lead time è estremamente importante per la pianificazione della produzione in particolare per l'algoritmo MRP.